# Бунт у космосі
«Бунт у космосі» (англ. Mutiny in space) — науково-фантастичний роман американського письменника Аврама Дейвідсона. Історія написання роману невідома. Існує роман Дейвідсона «Планета Валентайн». Ця книга з’явилася в «Світах завтрашнього дня». Щоб мати можливість написати щось у жанрі наукової фантастики, історія мала бути короткою та приємною. Однак залишається невідомим, чи Дейвідсон спочатку написав роман, щоб скоротити його до оповідання, чи навпаки. Також у першому виданні Аврам назвав співавтором свою тодішню дружину Гранію. Коли ж роман надрукували, вони вже були розлучені, тому в нідерландській версії згадки про неї (більше) немає. Відгуки на оригінальне (і, звичайно, перевидання) роману були не дуже позитивні. На момент написання оповідання Девідсону не вистачало грошей, тому багато хто думав, що це фінансовий наповнювач.

## Сюжет
Дата подій, описаних у романі, не уточнюється. Космічний корабель «Персефона» знаходиться поблизу планети Валентайн, коли на борту спалахує заколот («Заколот у космосі»). Капітан Ронд змушений спуститися на вище вказану планету разом із частиною своєї команди. Їх зустрічає армія більш-менш організованих жінок (банди). Ця неорганізованість є причиною того, що після якогось бою екіпаж космічного корабля бере справу в свої руки. На борту космічного корабля, без капітана, настає млявість, і «Персефона» також змушена приземлитися на поверхню планети Валентайн, знову розпочинається бунт.